# Vračev Gaj
Vračev Gaj (srbsky Врачев Гај, maďarsky Varázsliget) je vesnice v severovýchodní části Srbska, v autonomní oblasti Vojvodina, administrativně spadající pod opštinu Bela Crkva. Vesnice se nachází u hranice s Rumunskem, na silnici spojující města Bela Crkva a Kovin. V roce 2011 zde žilo 1348 obyvatel, počet obyvatel vsi od roku 1961 dlouhodobě klesá. Obyvatelstvo je v drtivé většině srbské národnosti.
První připomínka o tomto sídle pochází z roku 1660. Tehdy nesla vesnice název Benčilovo. Současný název se poprvé připomíná roku 1713. Od roku 1778 zde existuje pravoslavný kostel a škola. Dnes nese název po Marku Stojanovićovi. Původní kostel byl zničen v roce 1848 a obnoven roku 1856. V roce 1891 sem byla zavedena železniční doprava, později trať byla snesena.
Typická vojvodinská vesnice má pravidelně uspořádanou uliční síť. Východně od obce se nachází pozůstatek železniční trati původně směřující k přístavu Baziaș, který se dnes nachází na území Rumunska.